# アルテス・ムンディ賞
アルテス・ムンディ賞(ラテン語:arts of the world)は、ウェールズで開催され、同じ名前の非営利芸術慈善団体によって開催される、隔年開催の国際現代美術展および賞である。

## 背景
2003年以来、アルテス・ムンディ芸術賞は、国立カーディフ博物館で2年ごとに開催されている。この賞は、英国で最大の芸術賞であり、毎年の優勝者には40,000ポンドが贈られる。
賞には、ペイントなどの伝統的な技術を使用するアーティストが含まれているが、これは通常、実践の一部に過ぎず、概念的なアプローチに非常に重点が置かれている。展示はカーディフで行われるが、焦点はアーティストにある。
2014/15年、アルテス・ムンディは国立博物館を超え、拡大し、最終選考作品をチャプターアーツセンター(カーディフ)とターナーハウスギャラリー(ペナルス)に展示、共有することを発表した。

### 人事
アルテス・ムンディはウェールズの芸術家、ウィリアム・ウィルキンスによって2002年に設立された。
設立された当時、芸術監督兼最高経営責任者は、以前はスコットランド芸術評議会のディレクターだったテッサ・ジャクソンだった。ジャクソンが去った後は、ベン・ボルスウィックが2010年に就任した。

## 受賞者
- 2004 - 徐冰[5]
- 2006 - エイジャ・リサ・アティラ　[6]
- 2008 - ハーシャ[7]
- 2010 - イェール・バータナ[8]
- 2012  - テレサマー・ゴレス[9][10]
- 2015 - ゼイスター・ゲイテス

※受賞後、ゲイテスは他の候補者と40000ポンドを共有することを宣言した。
- 2017 - ジョン・エイコンフラー　[13][14]

- 2019 - アピチャッポン・ウィーラセタクン　[15]